# 上韋爾比日
48°29′46″N 24°59′10″E / 48.49611°N 24.98611°E

上韋爾比日（烏克蘭語：Верхній Вербіж），是烏克蘭的村落，位於該國西部伊萬諾-弗蘭科夫斯克州，由科洛梅亞區負責管轄，始建於1443年，面積7.85平方公里，海拔高度285米，2001年人口1,510，人口密度每平方公里192.4人。